# Papa Joan IV
Joan IV (Dalmàcia, ? - Roma 642) fou escollit papa el 24 de desembre del 640, vigília de Nadal.
La seva data de naixement és desconeguda. Era natural de Dalmàcia i fill de l'escolàstic o advocat Venanci. Abans de la seva elecció ostentava el càrrec d'ardiaca de l'Església romana. Elegit el 640, la confirmació imperial va ser molt ràpida, probablement de la mà dels exarques de Ravenna.
Va continuar amb la política de condemna del monotelisme iniciada per Severí. Va ordenar traslladar fins a la Basílica de Sant Joan del Laterà els màrtirs Venanci, Anastasi I i Mauri. Per assegurar-se de la seva fe i devoció va ordenar 28 sacerdots i 18 bisbes.
Va morir a la ciutat de Roma el 12 d'octubre de l'any 642.